# Giovanni Francesco Desiderato di Nassau-Siegen
Giovanni Francesco Desiderato di Nassau-Siegen (Nozeroy, 28 luglio 1627 – Roermond, 17 dicembre 1699) era conte di Nassau-Siegen e statolder di Limburgo e dell'Alta Gheldria.

## Vita
Giovanni Francesco Desiderato era l'unico figlio maschio del conte Giovanni VIII di Nassau-Siegen, che si era convertito al cattolicesimo, ed Ernestina Iolanda di Ligne. Successe al padre nel 1638 come conte di Nassau-Siegen, ma dovette a cedere parte della contea al ramo protestante della famiglia nel 1648. Continuò a combattere i suoi vicini protestanti e sopprimendo i calvinisti nel suo territorio. Il suo regno fu caratterizzato da una cattiva gestione e da debiti.
Come suo padre, Giovanni Francesco Desiderato fu un generale al servizio spagnolo. Nel 1652, fu elevato a principe imperiale e diventò un signore dell'ordine del Toson d'oro. Nel 1661, fu promosso a cavaliere dell'ordine del Toson d'oro. Dal 1665 al 1684, fu lo statolder spagnolo di Limburg e dal 1680 al 1699 anche dell'Alta Gheldria. Visse gran parte della sua vita e Roermond, dove morì nel 1699. Alla sua morte gli successe i maggiore dei figli maschi sopravvissuti Guglielmo Giacinto.

## Matrimoni e figli
Giovanni Francesco Desiderato si sposò tre volte:
A Vienna il 14 maggio 1651 sposò la contessa Giovanna Claudia di Königsegg-Rotenfels-Aulendorf (23 agosto 1632 - 28 novembre 1663), dama di compagnia dell'imperatrice Eleonora tra il 1648-1651. Ebbero tre figli:
- Principessa Maria Leopoldina di Nassau-Siegen (1652 - 1675), sposò Maurizio Enrico di Nassau-Hadamar.
- Ernestina di Nassau-Siegen (nata e morta nel 1654).
- Luisa di Nassau-Siegen (1654 - 1664).
- Un maschio (nato e morto il 25 febbraio 1655).
- Ernestina di Nassau-Siegen (1656 - 1675), suora e Metz.
- Clara di Nassau-Siegen (novembre 1656 / ottobre 1657 - 9 ottobre 1727), Canonichessa dell'Alta Nobile Abbazia Imperiale a Thorn e del Convento di San Waadru a Mons
- Albertina di Nassau-Siegen (1658 - 1718), Canonichessa dell'Alta Nobile Abbazia di Santa Aldegonda a Maubeuge.
- Maria Donata di Nassau-Siegen (8 agosto 1660 - 9 agosto 1660).
- Una femmina (n. e m. 21 agosto 1662 / 21 agosto 1663?).
- Un figlio nato morto (28 novembre 1663).

A Rodemachern il 31 maggio 1665 sposò la margravia Maria Eleonora Sofia di Baden-Baden (1641 – 19 aprile 1668). ebbero tre figli:
- Francesco Fortunato (7 aprile 1666 - 12 luglio 1672).
- Guglielmo Giacinto (3 aprile 1667 - 18 febbraio 1743).
- Maria Eleonora (19 aprile 1668 - 28 settembre 1669).

A Bruxelles il 9 febbraio 1669 sposò la baronessa Isabella Clara du Puget de la Serre (1651 - 19 ottobre 1714). Ebbero dieci figli:
- Alessio di Nassau-Siegen (1673 - 1734), canonico a Colonia, (1690), decano della Chiesa di San Pietro e Rettore dell'Università a Lovanio (10 dicembre 1692), diacono a Colonia (14 novembre 1694), prete (25 novembre 1695), Canonico a Liegi (dicembre 1695), abate del Monastero de Bouzonville St. Croix, arcivescovo titolare della Diocesi di Trapezopoli (1728), Cavaliere dell'Ordine di Malta (1697).
- Giuseppe (1674 - 14 December 1674).
- Carlotta (1675 - 1676).
- Giuseppe (1676 - 1677).
- Maria Filippina (1677 - 1678).
- Francesco Ugo (18 October 1678 - 4 March 1735), vice-reggente di Nassau-Siegen (1727); sposò la contessa Leopoldina di Hohenlohe-Bartenstein, senza figli.
- Anna Luisa (1681 - 1728), sposò Charles Damman, visconte d'Oomberghe.
- Clara (1682 - 1724), sposò Francisco de Sousa Pacheco.
- Emanuele Ignazio (1688 - 1735), Barone de Renaix (17 dicembre 1699), Principe-Reggente di Nassau-Siegen, (1727), Feldmaresciallo dell'esercito spagnolo, Cavaliere dell'Ordine di Malta (1697), Cavaliere dell'Ordine del Toson d'Oro (1715), Cavaliere dell'Ordine di St.Uberto (6 giugno 1720); sposò nel 1711 Charlotte de Mailly-Nesle; si separarono formalmente nel 1716, senza figli sopravvissuti (due figli maschi morirono nell'infanzia). Era probabile nonno di Carlo Enrico di Nassau-Siegen.
- JGiovanna (1690 - 1745), Canonichessa del Convento San Waadru a Mons (7 October 1702).

## Ascendenza
|                                                          |                         |                                            | Genitori                                 |  |  | Nonni |  |  | Bisnonni                                |  |  | Trisnonni                               |  |
|                                                          |                         |                                            |                                          |  |  |       |  |  | Giovanni VI, conte di Nassau-Dillenburg |  |  | Guglielmo I, conte di Nassau-Dillenburg |  |
|                                                          |                         |                                            |                                          |  |  |       |  |  | Giovanni VI, conte di Nassau-Dillenburg |  |  | Guglielmo I, conte di Nassau-Dillenburg |  |
|                                                          |                         | Giuliana di Stolberg-Wernigerode           |                                          |  |  |       |  |  | Giovanni VI, conte di Nassau-Dillenburg |  |  |                                         |  |
| Giovanni VII, conte di Nassau-Siegen                     |                         |                                            |                                          |  |  |       |  |  | Giovanni VI, conte di Nassau-Dillenburg |  |  |                                         |  |
|                                                          |                         | Elisabetta di Leuchtenberg                 | Giorgio III, langravio di Leuchtenberg   |  |  |       |  |  |                                         |  |  |                                         |  |
|                                                          |                         | Elisabetta di Leuchtenberg                 | Giorgio III, langravio di Leuchtenberg   |  |  |       |  |  |                                         |  |  |                                         |  |
|                                                          |                         | Elisabetta di Leuchtenberg                 | Barbara di Brandeburgo-Ansbach-Kulmbach  |  |  |       |  |  |                                         |  |  |                                         |  |
| Giovanni VIII, conte di Nassau-Siegen                    |                         | Elisabetta di Leuchtenberg                 |                                          |  |  |       |  |  |                                         |  |  |                                         |  |
|                                                          |                         | Filippo IV, conte di Waldeck-Wildungen     | Enrico VIII, conte di Waldeck-Wildungen  |  |  |       |  |  |                                         |  |  |                                         |  |
|                                                          |                         | Filippo IV, conte di Waldeck-Wildungen     | Enrico VIII, conte di Waldeck-Wildungen  |  |  |       |  |  |                                         |  |  |                                         |  |
|                                                          |                         | Filippo IV, conte di Waldeck-Wildungen     | Anastasia di Runkel                      |  |  |       |  |  |                                         |  |  |                                         |  |
| Maddalena di Waldeck-Wildungen                           |                         | Filippo IV, conte di Waldeck-Wildungen     |                                          |  |  |       |  |  |                                         |  |  |                                         |  |
|                                                          |                         | Jutta di Isenburg-Neumagen                 | Salentin VI, conte di Isenburg-Neumagen  |  |  |       |  |  |                                         |  |  |                                         |  |
|                                                          |                         | Jutta di Isenburg-Neumagen                 | Salentin VI, conte di Isenburg-Neumagen  |  |  |       |  |  |                                         |  |  |                                         |  |
|                                                          |                         | Jutta di Isenburg-Neumagen                 | Elisabetta di Hunolstein                 |  |  |       |  |  |                                         |  |  |                                         |  |
| Giovanni Francesco Desiderato, principe di Nassau-Siegen |                         | Jutta di Isenburg-Neumagen                 |                                          |  |  |       |  |  |                                         |  |  |                                         |  |
|                                                          | Filippo, conte di Ligne | Giacomo, conte di Ligne                    |                                          |  |  |       |  |  |                                         |  |  |                                         |  |
|                                                          | Filippo, conte di Ligne | Giacomo, conte di Ligne                    |                                          |  |  |       |  |  |                                         |  |  |                                         |  |
|                                                          | Filippo, conte di Ligne | Maria di Wassenaar                         |                                          |  |  |       |  |  |                                         |  |  |                                         |  |
| Lamoral I, principe di Ligne                             | Filippo, conte di Ligne |                                            |                                          |  |  |       |  |  |                                         |  |  |                                         |  |
|                                                          |                         | Margherita di Lalaing                      | Filippo di Lalaing, conte di Hoogstraten |  |  |       |  |  |                                         |  |  |                                         |  |
|                                                          |                         | Margherita di Lalaing                      | Filippo di Lalaing, conte di Hoogstraten |  |  |       |  |  |                                         |  |  |                                         |  |
|                                                          |                         | Margherita di Lalaing                      | Anna di Rennenberg                       |  |  |       |  |  |                                         |  |  |                                         |  |
| Ernestina Iolanda di Ligne                               |                         | Margherita di Lalaing                      |                                          |  |  |       |  |  |                                         |  |  |                                         |  |
|                                                          |                         | Ugo di Melun, principe d'Épinoy            | Francesco di Melun, conte d'Épinoy       |  |  |       |  |  |                                         |  |  |                                         |  |
|                                                          |                         | Ugo di Melun, principe d'Épinoy            | Francesco di Melun, conte d'Épinoy       |  |  |       |  |  |                                         |  |  |                                         |  |
|                                                          |                         | Ugo di Melun, principe d'Épinoy            | Luisa di Foix-Candale                    |  |  |       |  |  |                                         |  |  |                                         |  |
| Anna Maria di Melun                                      |                         | Ugo di Melun, principe d'Épinoy            |                                          |  |  |       |  |  |                                         |  |  |                                         |  |
|                                                          |                         | Yolanda di Barbançon, baronessa di Werchin | Pietro di Barbançon, barone di Werchin   |  |  |       |  |  |                                         |  |  |                                         |  |
|                                                          |                         | Yolanda di Barbançon, baronessa di Werchin | Pietro di Barbançon, barone di Werchin   |  |  |       |  |  |                                         |  |  |                                         |  |
|                                                          |                         | Yolanda di Barbançon, baronessa di Werchin | Elena di Vergy                           |  |  |       |  |  |                                         |  |  |                                         |  |
|                                                          |                         | Yolanda di Barbançon, baronessa di Werchin |                                          |  |  |       |  |  |                                         |  |  |                                         |  |